# 伊沙安·巴特納加
伊沙安·巴特納加（Ishaan Bhatnagar，2002年2月2日—），印度羽球運動員，他與混雙搭檔塔尼莎·克拉斯托在2022年賽義德·莫迪羽毛球國際賽贏得生涯首座世界巡迴賽冠軍。

## 生平
伊沙安·巴特納加曾代表印度參加2019年亞青賽與世青賽。
2021年，伊沙安與男雙搭檔赛·普拉蒂克·K贏得哈爾科夫國際賽亞軍及波蘭國際賽冠軍；與混雙搭檔塔尼莎·克拉斯托也分別在印度國際挑戰賽、蘇格蘭公開賽奪下一冠一亞。
2022年1月，伊沙安／塔尼莎在賽義德·莫迪國際賽混合雙打決賽，以21－16、21－12擊敗隊友，獲得兩人生涯首座世界巡迴賽桂冠。

## 主要比賽成績
只列出曾進入準決賽的國際賽事成績：
| 年份   | 賽事                         | 公開賽級別 | 項目     | 搭檔                     | 成績   |
| ------ | ---------------------------- | ---------- | -------- | ------------------------ | ------ |
| 2021年 | 哈爾科夫羽毛球國際賽         | 國際系列賽 | 男子雙打 | 赛·普拉蒂克·K            | 亞軍   |
| 2021年 | 波蘭羽毛球國際賽             | 國際系列賽 | 男子雙打 | 赛·普拉蒂克·K            | 冠軍   |
| 2021年 | 印度羽毛球國際挑戰賽         | 國際挑戰賽 | 混合雙打 | 塔尼莎·克拉斯托          | 冠軍   |
| 2021年 | 蘇格蘭羽毛球公開賽           | 國際挑戰賽 | 混合雙打 | 塔尼莎·克拉斯托          | 亞軍   |
| 2021年 | 威爾斯羽毛球國際賽           | 國際挑戰賽 | 混合雙打 | 塔尼莎·克拉斯托          | 準決賽 |
| 2022年 | 賽義德·莫迪羽毛球國際賽      | 超級300賽  | 混合雙打 | 塔尼莎·克拉斯托          | 冠軍   |
| 2022年 | 恰蒂斯加爾邦羽毛球國際挑戰賽 | 國際挑戰賽 | 男子雙打 | 赛·普拉蒂克·K            | 冠軍   |
| 2022年 | 恰蒂斯加爾邦羽毛球國際挑戰賽 | 國際挑戰賽 | 混合雙打 | 塔尼莎·克拉斯托          | 準決賽 |
| 2023年 | 亞洲羽毛球混合團體錦標賽     | 其他       | 混合團體 | －                       | 季軍   |
| 2024年 | 比利時羽毛球國際賽           | 國際挑戰賽 | 男子雙打 | Sankar Prasad Udayakumar | 準決賽 |
| 2024年 | 波蘭羽毛球國際賽             | 國際系列賽 | 男子雙打 | Sankar Prasad Udayakumar | 準決賽 |
| 2024年 | 賽義德·莫迪羽毛球國際賽      | 超級300賽  | 男子雙打 | Sankar Prasad Udayakumar | 準決賽 |
| 2025年 | 伊朗羽毛球國際挑戰賽         | 國際挑戰賽 | 混合雙打 | Srinidhi Narayanan       | 冠軍   |
| 2025年 | 烏干達羽毛球國際挑戰賽       | 國際挑戰賽 | 混合雙打 | Srinidhi Narayanan       | 冠軍   |

| 2018-2026年 | 總決賽 | 超級1000賽 | 超級750賽 | 超級500賽 | 超級300賽 | 超級100賽 | 國際挑戰賽 | 國際系列賽 | 未來系列賽 | 其他 |

### 奧運會和世錦賽參賽紀錄
|          | 搭檔            | 2022 |
| -------- | --------------- | ---- |
| 混合雙打 | 塔尼莎·克拉斯托 | 32強 |

## 外部連結
- 伊沙安·巴特納加在世界羽球聯盟的登錄資料